# Maria Enrica Spacca
Maria Enrica Spacca (Italia, 20 de marzo de 1986) es una atleta italiana, especialista en la prueba de 4x400 m en la que llegó a ser medallista de bronce europea en 2016.

## Carrera deportiva
En el Campeonato Europeo de Atletismo de 2016 ganó la medalla de bronce en los relevos de 4x400 metros, con un tiempo de 3:27.49 segundos, llegando a meta tras Reino Unido (oro) y Francia (plata), siendo sus compañeras de equipo: Maria Benedicta Chigbolu, Libania Grenot y Chiara Bazzoni.